# Grã-Bretanha nos Jogos Olímpicos de Verão de 1984
O Reino Unido competiu como Grã-Bretanha e Irlanda do Norte nos Jogos Olímpicos de Verão de 1984 em Los Angeles, Estados Unidos da América. Os britânicos chegaram ao 11º lugar.